# 도코스섬

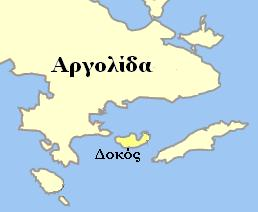

도코스섬(Dokos)은 이드라섬에 근접하지만 펠로폰네소스반도에서는 분리된 작은 그리스 섬이다. 2011년 인구 조사 기준으로 인구 수는 18명이다. 이 섬은 일부 동방 정교회 출가자들과 양치기 목수들로만 구성되어 있다. 이 섬은 바위가 많으며 높이는 308미터에 이른다.

## 인구
| 연도 | 인구 |
| ---- | ---- |
| 1991 | 8    |
| 2001 | 43   |
| 2011 | 18   |